# Alex Mineiro
Alex Mineiro (Belo Horizonte, 15 maart 1975) is een voormalig Braziliaans voetballer.